# Antoinette Cazal
Antoinette Cazal, surnommée « Trognette », née le 10 mars 1862 au Falgoux et morte le 12 avril 1902 à Paris, est une fille de brasserie, anarchiste et illégaliste française. Elle est connue entre autres pour avoir été membre de la bande à Ortiz et ciblée pendant le procès des Trente.
Née dans une famille pauvre et touchée par la tuberculose, elle devient fille de brasserie et y rencontre le militant anarchiste illégaliste Léon Ortiz. Cazal s'engage dans une relation avec lui et les deux collaborent pour des cambriolages, le recel de certains biens et d'autres actions. Ils ont aussi une relation conflictuelle et compliquée. À la suite de son arrestation, Cazal est accusée de recel pendant le procès des Trente avec d'autres membres de la bande. 
Elle est acquittée et épouse Ortiz, avec qui elle souhaite conserver un lien, et qu'elle veut visiter et suivre en déportation, lui-même étant condamné au bagne pour quinze ans. En manque de ressources, elle ne peut le faire et reste en France. Elle meurt en 1902, probablement de la tuberculose.
En plus d'être une figure historique intéressante par les questions historiographiques que pose sa biographie, Cazal est éventuellement la modèle du tableau La Liseuse (1879) d'Édouard Manet.

## Biographie

### Jeunesse
Antoinette Blanche Cazal naît le 10 mars 1862 au Falgoux. Selon son acte de naissance, elle est fille de Catherine Bergeron, sans emploi, et d'Antoine Cazard, qui travaille comme domestique.

### Bande à Ortiz et illégalisme
Cazal rencontre Léon Ortiz, un anarchiste illégaliste évoluant dans les cercles parisiens, à son emploi, alors qu'elle travaille comme fille de brasserie à la brasserie Pompadour, rue Turbigo. Les deux entrent en couple et, alors qu'elle est touchée par la tuberculose, Ortiz prend soin d'elle et les deux se surnomment conjointement « Trognon » et « Trognette ».
En 1892, alors que Placide Schouppe, un illégaliste proche d'Ortiz s'évade du bagne et rentre à Paris, il y retrouve sa compagne - sortant elle-même d'une relation avec le sculpteur Strauch. Lorsqu'elle veut reprendre ses meubles en retournant vivre avec Schouppe, Strauch refuse - ce qui les pousse, probablement aidés de Cazal et Ortiz, à aller reprendre les meubles eux-mêmes en le cambriolant. Ils emportent avec eux des meubles supplémentaires. Le sculpteur porte ensuite plainte ; ce qui fait peser un risque sur le groupe, leur domicile est perquisitionné, sans que la police ne découvre d'éléments compromettants - Cazal quitte Paris pour l'Auvergne pendant cette période, tandis qu'Ortiz rejoint Londres.

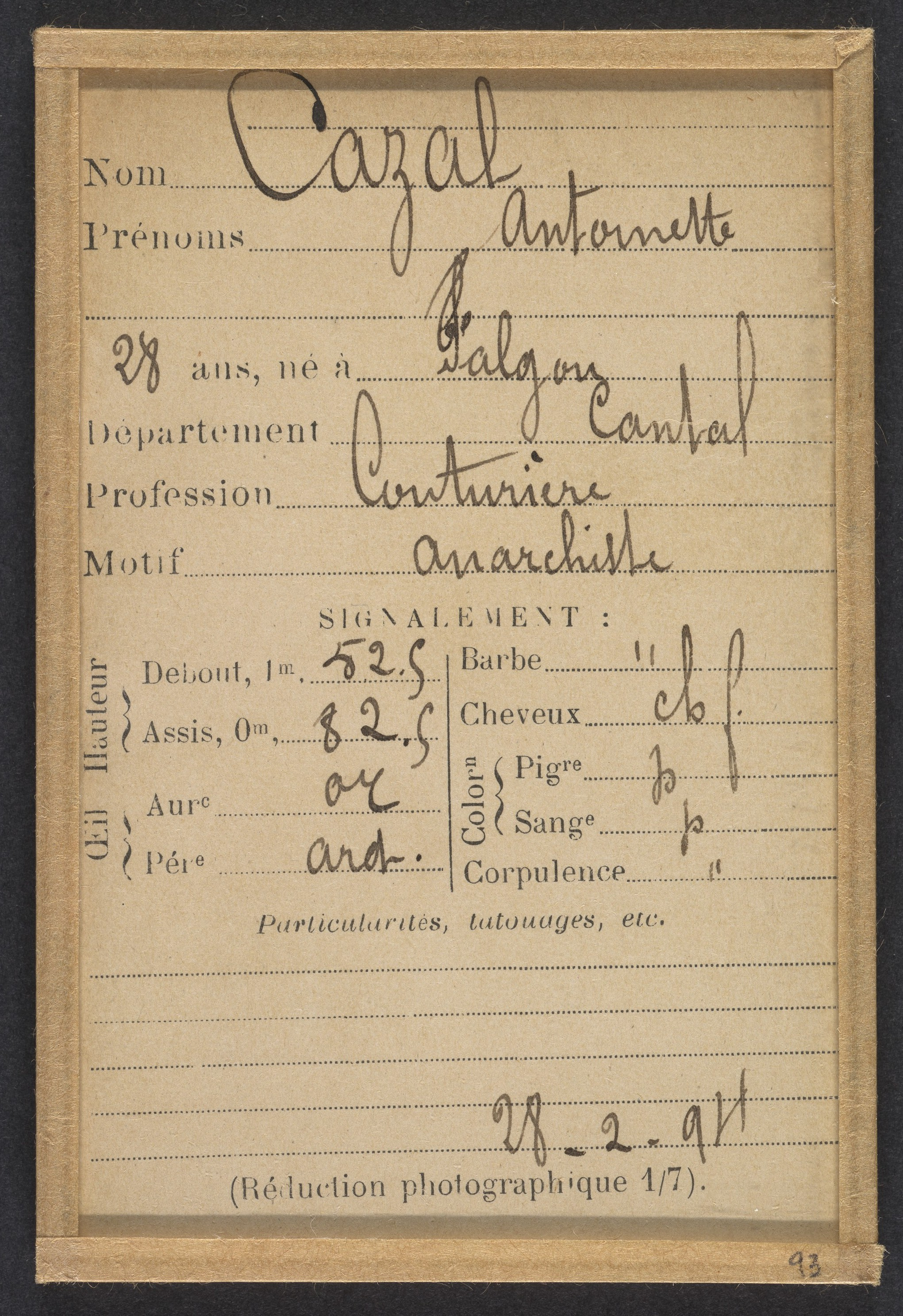
Fiche d'identification d'Antoinette Cazal par Alphonse Bertillon (1894)

Après une dispute avec Ortiz, qui s'est trouvé une autre compagne, nommée Augustine Curry, l'anarchiste se rend auprès de la police et leur donne des informations concernant l'attentat de Carmaux-Bons Enfants, accusant Ortiz d'avoir participé à sa préparation. Elle dénonce aussi Bonnard et Adrienne Chailliey - au sujet de qui elle déclare être l'origine de la mantille qu'elle aurait porté pendant l'attentat, qu'elle lui aurait confié. Cette dénonciation mène à leur arrestation mais les aveux d'Émile Henry pour l'attentat mettent à mal sa version pour les autorités françaises.
Pendant ce temps, après une série de cambriolages, Ortiz disparaît et évolue dans des cercles clandestins à Paris, Londres, Bruxelles, Perpignan et Barcelone, où il passe une partie de son année 1893. Lorsque Schouppe est arrêté, la police cherche à l'arrêter aussi, mais il parvient à s'enfuir de l'arrestation et se dissimuler chez Cazal.
Elle est arrêtée le 28 février 1894 pour avoir menti aux autorités, et l'arrestation des autres membres de la bande à Ortiz survient peu après,. Parmi les autres membres arrêtés, on trouve « [Le couple Paul Chiericotti et Annette Soubrié, Victorine Belloti et son fils Louis, Marie Milanaccio et son compagnon Orsini Bertani ou encore François Liégeois] ».  Confrontée à Ortiz, les deux s'insultent.

### Procès des Trente et dernières années
Antoinette Cazal entame alors des projets de mariage avec Ortiz ce qui lui permettrait de le visiter - bien qu'il ne faille pas les envisager comme un soutien réel à l'institution du mariage. La militante, Ortiz, et d'autres membres du groupe, sont mis en procès pendant le procès des Trente, un procès politique visant à la fois des figures de l'anarchisme en France et les anarchistes illégalistes de la bande à Ortiz. Elle est accusée de recel mais est finalement acquittée,. Ortiz est condamné à quinze ans de bagne,.
Dès son acquittement, elle cherche à rendre visite à Ortiz le plus fréquemment possible, entame de nombreuses démarches administratives et l'épouse le 15 décembre 1894 à la mairie du 11e arrondissement de Paris et à l'église Sainte-Marguerite, sous lourde escorte policière. Elle souhaite le rejoindre au bagne en Guyane mais sa pauvreté ne lui permet pas de le suivre à l'île de Ré, avant sa déportation. Elle emménage alors chez Eva Schinoky, mère de Léon Ortiz.
Antoinette Cazal meurt le 12 avril 1902 à l'âge de 40 ans au 28 avenue Parmentier,. Elle meurt probablement de la tuberculose ; par ailleurs Ortiz ne semble plus vivre avec elle malgré le fait qu'il s'évade du bagne en 1898.

## Postérité

### Recherche
Selon l'historienne Constance Bantman, son profil est « fascinant » car il pose de nombreuses questions ; en particulier celles de ses rapports avec le mouvement anarchiste ; elle soutient que des éléments cruciaux manquent encore à son sujet, comme la question de savoir si elle est politisée au contact avec de la littérature anarchiste, si elle connaît et consulte la presse anarchiste, si elle se définit elle-même comme anarchiste, etc.

### La Liseuse(1879)

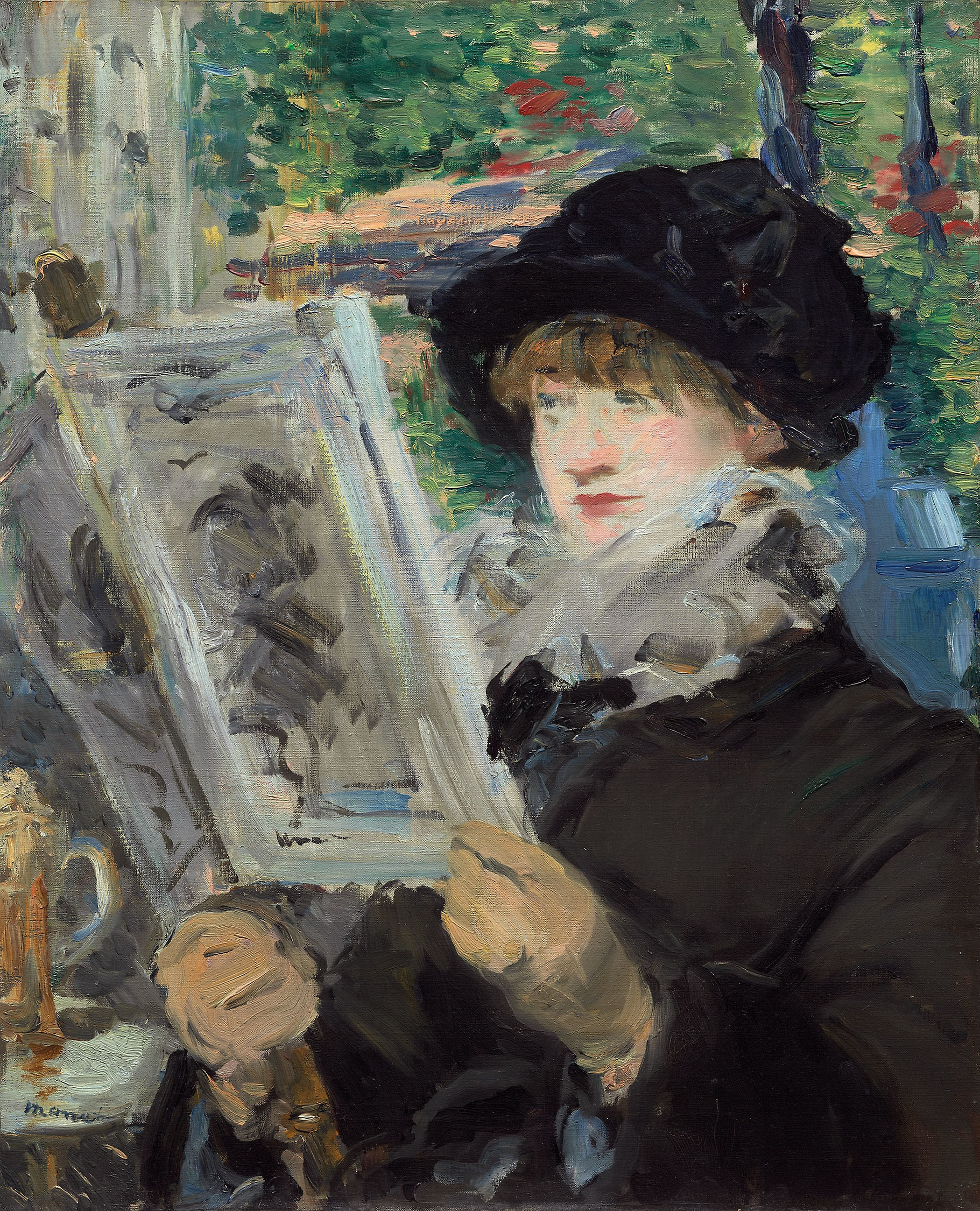
La Liseuse (1879) d'Édouard Manet, dont la modèle se nomme Trognette

Selon Adolphe Tabarant, Édouard Manet (1832-1883) aurait eu une modèle nommée Trognette pour La Liseuse (1879).  Tabarant écrit exactement :

« Nous arrivons alors à Manet, que représentent avec une quinzaine de ravissantes petites natures mortes, l’un de ses portraits de Berthe Morisot, et l’un de ceux qu’il fit d’Isabelle Lemonnier, la Liseuse en chapeau [Trognette], la Plage, puis encore la fameuse aquarelle de l’Olympia.
[...] La femme qui posa cette Liseuse portait le surnom de ‘Trognette’, [et non ‘Tronquette’, comme on l’écrit quelquefois], sous lequel on connait aussi le tableau. »

Il ne s'agit pas nécessairement de Cazal, mais une telle appellation est rare à l'époque et elle aurait donc pu être la modèle de Manet mentionnée par Tabarant.

### Photographie policière
Sa photographie policière fait partie des collections du Metropolitan Museum of Art (MET).